# Rudolf Fürstl von Teichek starší
Rudolf Fürstl von Teichek starší, též von Teicheck (18. dubna 1817 Praha – 25. dubna 1877 Podmokly), byl rakouský šlechtic a politik z Čech, v 2. polovině 19. století poslanec Českého zemského sněmu.

## Biografie
Pocházel z rodu, který se již o několik generací dříve přestěhoval ze Švýcarska (původní jméno Fürstli) do Rakouska. Roku 1873 byl povýšen do šlechtického stavu. Získal predikát Edler von Teicheck. Byl velkostatkářem v Jindřichovicích.
Angažoval se i politicky. V doplňovacích zemských volbách roku 1863 byl zvolen na Český zemský sněm za kurii velkostatkářskou. V zemských volbách v lednu 1867 nebyl mezi zvolenými poslanci, uspěl ovšem v krátce poté konaných zemských volbách v březnu 1867. Na sněm se vrátil v zemských volbách v roce 1872. Od roku 1872 do roku 1877 byl rovněž členem zemského výboru. Zastupoval ústavověrné velkostatkáře (tzv. Strana ústavověrného velkostatku, jež se profilovala centralisticky a provídeňsky a odmítala české státní právo). Po jeho smrti místo něj na zemském sněmu od roku 1878 zasedal jeho syn Rudolf Fürstl von Teichek.
Zemřel v dubnu 1877.